# 尾田賢典
尾田 賢典（おだ よしのり、1980年12月5日 - ）は、熊本県山鹿市出身の陸上競技選手。専門は長距離走・マラソン。2011年世界陸上大邱大会男子マラソン日本代表。大牟田高等学校、関東学院大学卒業。現役時代はトヨタ自動車陸上長距離部に所属した。東洋大学→日産自動車陸上競技部→西鉄駅伝部に在籍していた尾田寛幸は弟である。

## 経歴
大牟田高校では2年次まで主力選手ではなかったが、3年生になると頭角を現し第49回全国高校駅伝では6区で区間賞を獲得した。
関東学院大学では1年次からチームのエースとして活躍。箱根駅伝は3回出場し、1年次の第76回大会では華の2区を務めるも区間最下位。3年次の第78回大会では1区に起用されリードを奪うことが求められるも、終盤まで大集団のまま牽制が続き区間5位に終わる。4年次の第79回大会では再び2区を務め、12人抜きの走りで20位から8位まで順位を押し上げたが区間順位は8位に留まった。
大学4年次は関東インカレ2部の5000mと10000mで二冠を達成。5000mでは13分台、10000mでは28分23秒まで記録を伸ばした。
トヨタ自動車入社当初はトラック種目での活躍が多く、日本選手権10000mには入社1年目から10年連続で出場した。
2年目の2004年には10000mで28分03秒92を記録しアテネオリンピックのB標準を突破。兵庫リレーカーニバルでは三津谷祐、佐藤敦之に次いで日本人3位となった。
2009年には第93回日本選手権10000mで3位入賞を果たすも、同年のベルリン世界選手権の代表には届かなかった。
東京マラソン2010で初マラソンを予定していたが、同年のニューイヤー駅伝の後、アキレス腱と股関節を痛めたため出場を回避した。
2010年10月には10000mで27分53秒55の自己ベストをマーク。翌2011年のニューイヤー駅伝ではエース区間である4区を走り、トヨタ自動車の初優勝に貢献した。
2011年2月の東京マラソン2011で30歳にしてマラソンデビュー。一時は日本人トップに立つものの、後方から猛追してきた川内優輝に39Km地点で逆転を許した。それでも初マラソンとしては日本歴代3位となる2時間09分03秒を記録し日本人2番手の4位に入賞。同年9月の世界陸上大邱大会マラソン代表に選出された。
しかし、世界陸上大邱大会男子マラソン本番では上位争いに加われず、2時間18分05秒で日本人4番手の28位に終わった。
その後も初マラソンの記録を越えることができず、2015年の別府大分毎日マラソンを最後に現役を引退した。
引退後はランナーサポートステーションRunupで活動しながら陸上競技を続けており、2017年には1500ｍのマスターズM35日本記録を更新した。また、トレイルランにも挑戦しており、各地の大会に精力的に参加している。